# Porspoder
Porspoder (tiếng Breton: Porspoder) là một xã của tỉnh Finistère, thuộc vùng Bretagne, miền tây bắc Pháp.

## Dân số
Người dân ở Porspoder được gọi là Porspodériens.